# Hans-Georg von Arburg
 Hans-Georg von Arburg (* 5. November 1966) ist ein Schweizer Literatur- und Kulturwissenschaftler. Er ist seit 2009 Professor an der Universität Lausanne.

## Leben
Nach der Matura an der Kantonsschule Zürcher Oberland studierte von Arburg von 1987 bis 1993 Germanistik, Französische Literatur und Musikwissenschaft in Zürich, Genf und Konstanz. Von 1993 bis 1997 war er Assistent bei Ulrich Stadler am Deutschen Seminar der Universität Zürich. Er promovierte 1996 mit einer Arbeit über Georg Christoph Lichtenbergs Kommentare zu William Hogarths Kupferstichen. Von 1997 bis 2003 war er Oberassistent an der Universität Genf. 2007 habilitierte er sich mit einer Arbeit über die Problemgeschichte der Oberfläche in der Architekturtheorie und der Literatur an der Universität Zürich. Von 2008 bis 2009 war er Assistenzprofessor am Seminar für Allgemeine und Vergleichende Literaturwissenschaft in Zürich. Seit 2009 ist er ordentlicher Professor für Neuere Deutsche Literatur an der Universität Lausanne (Nachfolge Christiaan L. Hart Nibbrig). Von 2014 bis 2017 übernahm er dort das Amt des Vizedekans. Im akademischen Jahr 2018/19 war er Gastwissenschaftler in Montreal.
Er ist Präsident der Schweizerischen Gesellschaft für Kulturtheorie und Semiotik und seit 2023 Vizepräsident der Schweizerischen akademischen Gesellschaft für Germanistik.

## Forschung
Von Arburg ist ein Spezialist für die deutschsprachige Literatur vom 18. Jahrhundert bis zur Gegenwart, für die Geschichte der Ästhetik und der Physiognomik. Besonders intensiv hat er über das 18. Jahrhundert geforscht (Aufklärung, Klassik, Romantik). Seine Forschungsprojekte sind meist interdisziplinär und wissensgeschichtlich angelegt: Sie befragen das Verhältnis der Literatur zu den bildenden Künsten, zur Musik und zur Architektur. Die Beziehung zwischen Literatur und bildender Kunst stand zum Beispiel in seiner Dissertation zu Lichtenbergs Hogarth-Kommentaren im Zentrum; ein Forschungsprojekt zu einer Ästhetikgeschichte der «Stimmung» beleuchtete Überschneidungen zwischen Literatur- und Musiktheorie; seine Habilitationsschrift zum Begriff der «Oberfläche» brachte Architekturtheorie und Literatur in einen Zusammenhang.

## Auszeichnungen
- 1999: Prix Jubilé der Schweizerischen Akademie für Geistes- und Sozialwissenschaften für den Aufsatz Seelengehäuse. Das Raumproblem im physiognomischen Diskurs vom ausgehenden 18. bis ins frühe 20. Jahrhundert[6]
- 2007: UBS-Habilitationspreis der Philosophischen Fakultät der Universität Zürich

## Publikationen (Auswahl)

### Monografien
- Kunst-Wissenschaft um 1800. Studien zu Georg Christoph Lichtenbergs Hogarth-Kommentaren. Wallstein, Göttingen 1998, ISBN 978-3-89244-041-3.
- Alles Fassade. «Oberfläche» in der deutschsprachigen Architektur- und Literaturästhetik 1770–1870. Fink, Paderborn/München 2008, ISBN 978-3-7705-4579-7.

### Herausgeberschaft
- mit Michael Gamper, Dominik Müller: Popularität. Zum Problem von Esoterik und Exoterik in Literatur und Philosophie. Ulrich Stadler zum 60. Geburtstag. Königshausen & Neumann, Würzburg 1999, ISBN 978-3-8260-1688-2.
- mit Michael Gamper, Ulrich Stadler: «Wunderliche Figuren». Über die Lesbarkeit von Chiffrenschriften. Fink, München 2001, ISBN 978-3-7705-3578-1.
- Virtuosität. Kult und Krise der Artistik in Literatur und Kunst der Moderne. Wallstein, Göttingen 2006, ISBN 978-3-89244-863-1.
- Mithrsg.: Mehr als Schein. Ästhetik der Oberfläche in Film, Kunst, Literatur und Theater. Diaphanes, Zürich/Berlin 2008, ISBN 978-3-03-734006-6.
- mit Sergej Rickenbacher: Concordia discors. Ästhetiken der Stimmung zwischen Literaturen, Künsten und Wissenschaften. Königshausen & Neumann, Würzburg 2012, ISBN 978-3-8260-4673-5.
- mit Benedikt Tremp, Elias Zimmermann: Physiognomisches Schreiben. Stilistik, Rhetorik und Poetik einer gestaltdeutenden Kulturtechnik. Rombach, Freiburg i. B. 2016, ISBN 978-3-7930-9856-0.
- mit Maria Magnin, Raphael J. Müller: Orte des Überflusses. Zur Topographie des Luxuriösen in Literatur und Kultur der Moderne. De Gruyter, Berlin 2022, ISBN 978-3-11-067289-3.